# Gabaón

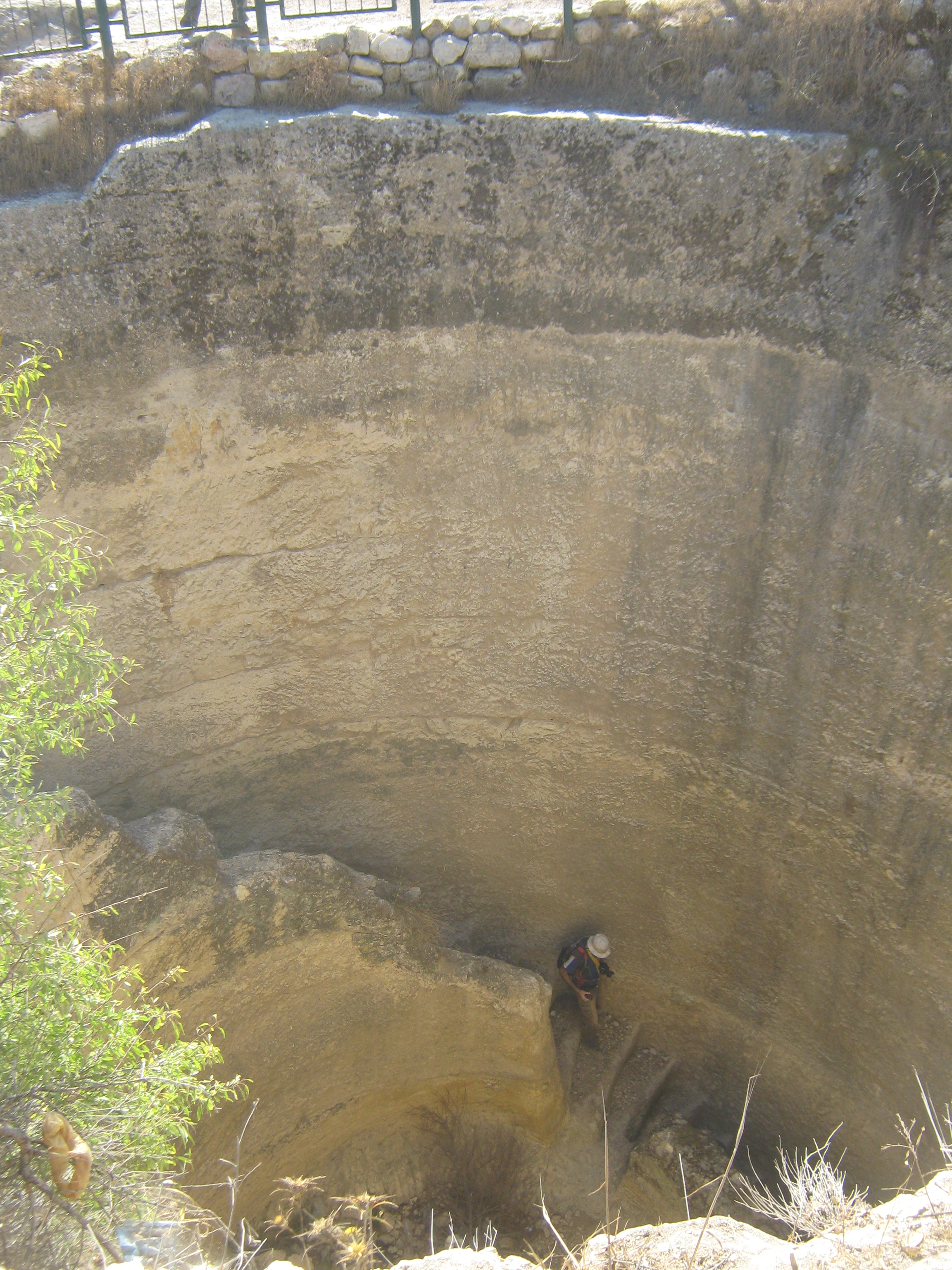
Estanque acueducto de Gabaón

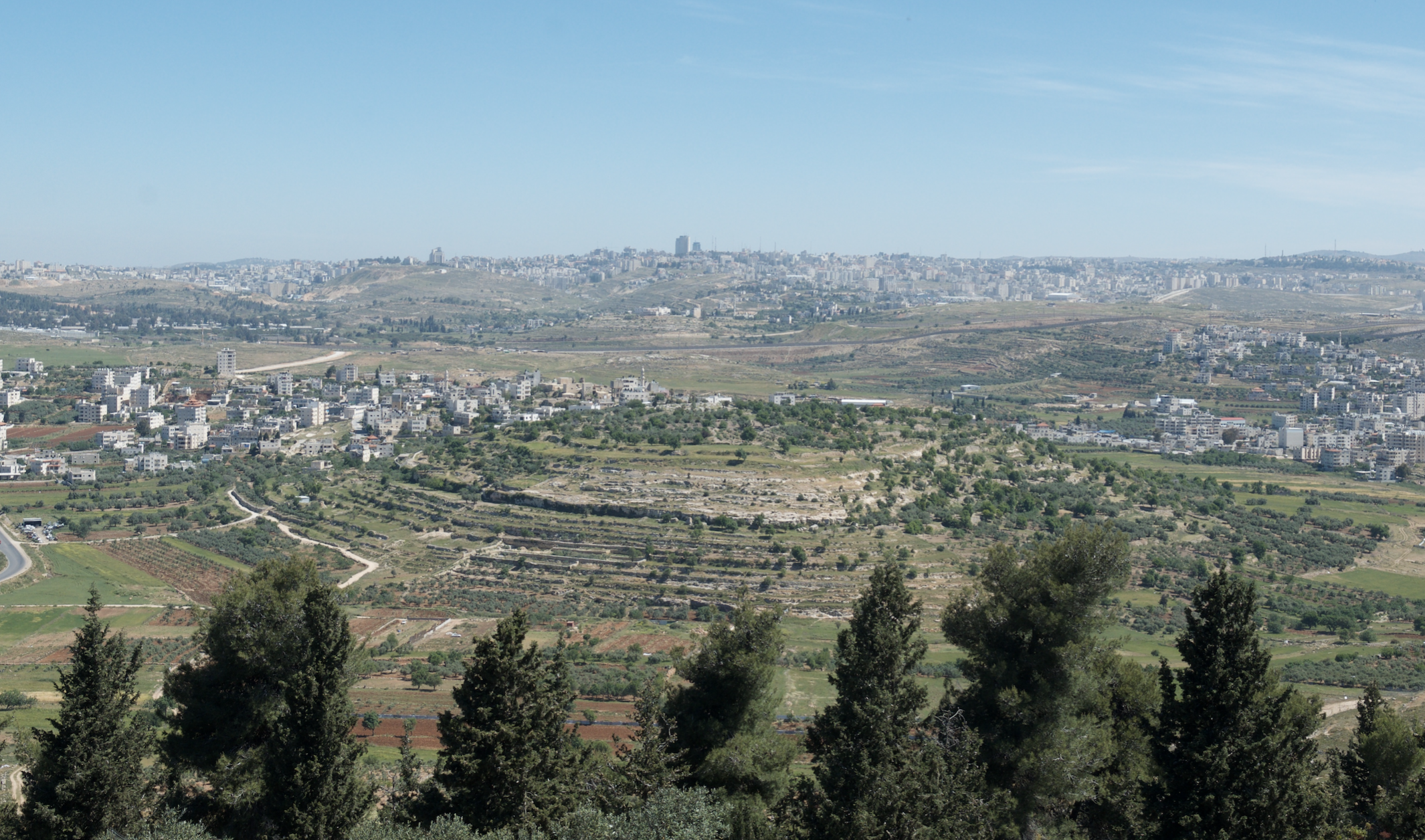
Ruinas de Gabaón en Al Jib, vistas desde Nabi Samwil

Gabaón (hebreo: גבעון, (Giv‘ōn), tiberiano Giḇʻôn, a veces transcrita como Gabaa o Gibeón) era el nombre de una ciudad cananea ubicada al norte de Jerusalén. Según el libro bíblico de Josué estaba habitada por hivitas, mientras que el Libro de Samuel los cataloga como amorreos.
Es famosa por ser el escenario del: detenimiento del sol y la luna, así como de la masacre de sus habitantes a manos del rey Saúl y la entrega de los descendientes de este, por David, para ser ajusticiados por los gabaonitas. Según 1 Crónicas, 16,39; fue donde estuvo localizado el Tabernáculo después de la toma de Jerusalén por David. También es recordada como el lugar donde Yahvé, según la Biblia, concedió la sabiduría a Salomón.
Las ruinas de Gabaón, excavadas por Pritchard, se encuentran al sur de la población palestina de Al Jib. De acuerdo con los arqueólogos, durante la temprana Edad de Hierro, se construyó en Gabaón un muro masivo y se cortó un gran estanque de 11.8 m de diámetro y 10.8 m de profundidad, en la roca viva justo dentro del muro, comunicado por túneles con fuentes subterráneas de agua.

## Menciones bíblicas
La ciudad de Gabaón aparece citada en la Biblia en los libros de Josué, 2 Samuel, 1 Reyes, 1 Crónicas, 2 Crónicas, Nehemías, Isaías y Jeremías  pertenecientes al Antiguo Testamento en varias ocasiones.

### Estratagema de los gabaonitas
En el capítulo 9 del libro de Josué relata cómo los habitantes de Gabaón, cuando supieron que las ciudades de Jericó y Ai habían sido derrotadas por los ejércitos de Israel, planearon una estratagema para lograr un pacto con los hebreos y evitar así su exterminio.
Lo que hicieron fue presentarse a los jefes de Israel fingiendo que venían de un pueblo pobre y lejano, vistiendo lo más viejo que tenían y llevando para el camino únicamente alimentos en mal estado, para decirles que eran siervos de Israel y que venían de tierras muy lejanas, atraídos por la fama de Yahvé por todas la victorias que había conseguido para su pueblo; y para demostrar que venían de lejos y que no eran de una ciudad cercana, como en realidad eran, les enseñaron las viejas pertenencias que habían traído y el alimento descompuesto. Josué, sin consultar el caso con Yahvé, les concedió la paz y concertó con ellos que les dejaría con vida, y también los príncipes de la asamblea les juraron paz. 
Tres días después los israelitas descubrieron el engaño y se dirigieron a las ciudades de los gabaonitas, siendo la principal Gabaón. No los atacaron por respeto al juramento de los príncipes, pero toda la asamblea murmuraba contra ellos a causa del pacto, por lo que los príncipes determinaron que sirvieran de leñadores y aguadores para toda la congregación, manteniendo así su promesa de paz. Josué les preguntó por qué les habían engañado diciendo que eran de lejos cuando eran vecinos cercanos y les dijo 

Ahora, pues, malditos seréis, y no dejaréis nunca de ser esclavos, para cortar la leña y sacar el agua para la casa de mi Dios.

Los gabaonitas respondieron a Josué 

Nosotros supimos de la orden que Yahvé, tu Dios, había dado a Moisés, su siervo, de que toda la tierra se os entregara y de que todos sus habitantes fueran exterminados delante de vosotros. Por eso tuvimos miedo de nuestras vidas y por eso hemos hecho esto. Y ahora estamos en tus manos, trátanos, pues, como te parezca bueno y justo.

 Sin embargo, Josué mantuvo la decisión de los príncipes de la asamblea y no permitió que los gabaonitas fueran exterminados, sino que les perdonó la vida y les proporcionó protección; y desde entonces los gabaonitas fueron los encargados de proporcionar leña y agua para la asamblea y para el altar de Yahvé.

### Batalla de Gabaón
El mismo libro de Josué, en su capítulo 10, nos relata la batalla que tuvo lugar en tierras de Gabaón y el fenómeno que allí ocurrió. Según dice el libro:
Cuando los reyes de Jerusalén se enteraron de que los Israelitas habían derrotado a Jericó y a Hai, y que los habitantes de Gabaón habían logrado hacer la paz y vivían entre ellos (y siendo Gabaón una ciudad mucho mayor y más importante que Hai, y sus habitantes eran valientes guerreros), el rey Adonisedec de Jerusalén llamó a los otros reyes de las ciudades de Hebrón, Jerimot, Laquis y Eglón para hacer una alianza y atacar los gabaonitas por hacer las paces con los hebreos.
Las tropas de la alianza pusieron cerco a la ciudad de Gabaón, y los habitantes de ésta clamaron ayuda a Josué. Josué respondió subiendo a luchar contra la coalición de los reyes amorreos y Yahvé le dijo: 

No los temas porque te los mandaré en tus manos y ninguno de ellos podrá resistir ante ti.

Cuando llegó Josué después de caminar toda la noche desde su campamento de Gálgala se echó de sorpresa sobre ellos. Yahvé echó sobre los amorreos la "turbación" y los israelitas, junto a los ejércitos de Gabaón, derrotaron a los amorreos.
Las tropas de la alianza huyeron hacia Maceda y cuando iban por el camino de Betorón, el Dios de los Ejércitos arrojó sobre los que huían grandes piedras de granizo desde el cielo, que mataron más hombres que los que habían caído en la batalla. Josué hablo a Yahvé delante de todos y dijo 

Sol, detente sobre Gabaón; Y tu luna, sobre el valle de Ayalón.

 El sol se detuvo, y se paró la luna hasta que los gabaonitas e israelitas consumaron la matanza.
Un fenómeno como este no volvió a suceder nunca más, ni antes de ese día había sucedido. Los cinco reyes que conformaron la alianza amorrea se escondieron en la caverna de Maceda, y al saberlo Josué, mandó cerrarla con grandes piedras y una guardia mientras acababa de aniquilar a las tropas enemigas. Una vez finalizada la batalla, Josué ordenó traer a los cinco reyes e hizo reunir a todos los hombres de Israel y delante de ellos dijo 

Poned vuestro pie sobre su cuello. No temáis ni os acobardéis, sed firmes y valientes, pues así trata Yahvé a todos vuestros enemigos, contra los que combatís.

Luego de esto los mandó a ejecutar y enterrar en la misma caverna donde se habían escondido.

### Sacrificios de Salomón
En el libro de Reyes, en el capítulo 3, se relata como el rey Salomón, después de haberse casado con una princesa de Egipto y como cuando llegó su futura mujer a Jerusalén todavía no estaban terminadas las edificaciones importantes, entre ellas el templo por lo que se realizaban los sacrificios en los altos.
El rey Salomón fue a sacrificar a Gabaón, que era uno de los principales altos y ofreció mil holocaustos. Durante la noche se le apareció Dios y le dijo que le pidiera lo que quisiera. Salomón le recordó como su padre, el rey David, había sido siervo de Él y que le había dado un hijo que ahora estaba reinando sobre los israelitas, aun siendo muy joven, por lo que le pide que le de un corazón prudente y poder discernir entre lo bueno y lo malo para así poder gobernar a un pueblo tan grande como el de Israel la respuesta de Yahvé fue 

por haberme pedido esto y no haber pedido para ti ni larga vida, ni riquezas, ni la vida de tus enemigos, sino haberme pedido entendimiento para hacer justicia yo te concedo lo que has pedido y te doy un corazón sabio e inteligente, tal como antes de ti no ha habido otro ni lo habrá en adelante, después de ti. Y aún te añado lo que no has pedido: riquezas y glorias tales que no habrá en tus días, rey alguno como tú. Y si andas por mis caminos guardando mis leyes y mandamientos, como hizo David tu padre, prolongaré tus días

 Y así fue como el rey Salomón obtuvo su sabiduría.

### Otros hechos
Gabaón fue la ciudad que sufrió la masacre ordenada por Saúl y expiada por David quien entregó a siete de sus descendientes para que fueran ejecutados por ello.

## Evidencias históricas
La ciudad es mencionada en los relieves del templo de Amón-Ra en Karnak (siglo X a. C.).
Un estudio publicado en 2017 sugirió que la historia bíblica de la victoria de los israelitas contra los amorreos sobre Gabaón, donde Dios hizo que el sol se detuviera (Josué 10:12), puede identificarse con un eclipse anular que ocurrió el 30 de octubre de 1207 a. C.